# Пратс, Урсула
Урсула Пратс (исп. Ursula Prats) (26 июля 1960, Мехико, Мексика) — известная мексиканская актриса, запомнившаяся зрителям как исполнительница отрицательных ролей и злодеек и телеведущая.

## Биография
Родилась 26 июля 1960 года в Мехико. Вначале дебютировала как телеведущая, её приметил актёр и продюсер Эрнесто Алонсо и предложил ей роль в телесериале Конфликты врача. В мексиканском кинематографе дебютировала в 1979 году и с тех пор снялась в 20 работах в кино и телесериалах. Телесериал Никто кроме тебя оказался известным в карьере актрисы, ибо был продан во многие страны мира и во многих странах мира телезрители назвали её героиню Мауру — лучшей злодейкой, после чего она была номинирована на премию TVyNovelas, но к большому сожалению она проиграла в этой номинации, также она проиграла и в трёх остальных номинациях. Везде она была номинирована как «Лучшая злодейка». В 1988 году после завершения съёмок в телесериале Гора страдания, она решила на время оставить кинематограф из-за рождения детей, после нескольких декретных отпусков она решила вернуться в кинематограф и пришла на Televisa, однако в связи с творческим кризисом её не взяли и перенаправили в TV Azteca, где после 10-летнего перерыва снялась в телесериале Асуль Текила, но вскоре в 2007 году вернулась на Televisa. В 2009 году в рейтинге лучших мексиканских актрис, Урсула Пратс заняла 10-ю (последнюю) строчку рейтинга (победу одержала Анхелика Вале), а в 2011 году в рейтинге самых лучших злодеек, Урсула Пратс заняла 24-ю строчку из 28 возможных (победу одержала Лусия Мендес).

### Болезнь и полное выздоровление
У актрисы была обнаружен рак языка в 2012 году на начальной стадии, и поэтому, вследствие своевременной удалении опухоли в 2013 году болезнь кончилась полным выздоровлением.

## Фильмография

### Мексика

#### Телесериалы

##### Свыше 2-х сезонов
- 2011-н. в. — Как говорится (6 сезонов; снялась во двух сезонах с 2012 по 2013 год) — Эстрелья/Селия.

##### Televisa
- 1980 —
  - Конфликты врача — Аура Кристина Моралес.
  - 1980 — Тайна исповеди — Кармела.
- 1982 — Люби меня всегда — Гиулиана Морат.
- 1983-87 — Бедная сеньорита Лимантур — Дебора Торребланка.
- 1985 — Никто кроме тебя — Маура Вальтиерра Кортасар/Лаура Савала Кортес.
- 1986-1988 — Гора страдания — Оливия Монтеро Нарваес.
- 2007 — Гроза в раю — Луиса Дуран.
- 2008 — Удар в сердце — Жаклин Монкада.
- 2009 — Мой грех — Матильде Мендисабаль.
- 2009-10 — Пока деньги не разлучат нас — Мануэла Оливарес.
- 2010 — Триумф любви — Роксана де Альба.

##### TV Azteca
- 1998 — Асуль Текила — Ильда.
- 1999 — Запретные поцелуи — Дора Елена.
- 2001 — Как в кино — Ниевес Мендоса де Борха.

##### Фильмы
- 1982 — Подметальшик улиц — Лупита.

### Колумбия

#### Телесериалы телекомпанииTelemundo
- 2006-07 — Дочь Марьячи (совм. с Мексикой) — Габриэла де Санчес.